# Yeo Siew Hua
Yeo Siew Hua, noto anche con lo pseudonimo di Chris Yeo (楊修華T, 杨修华S, Yáng XiūhuáP; Singapore, 1º aprile 1985), è un regista e sceneggiatore singaporiano.

## Biografia
Si è laureato al Ngee Ann Polytechnic di Singapore in media studies, per poi fare il suo esordio alla regia di un lungometraggio nel 2009 con In The House of Straw. Dopo aver ottenuto un master in filosofia all'Università nazionale di Singapore, è tornato dietro la macchina da presa col documentario The Obs: A Singapore Story (2014). Ha lavorato anche nella videoarte.
Ha ricevuto numerosi riconoscimenti in giro per il mondo con il suo secondo lungometraggio di finzione, il neo noir Huàn tǔ (o: A Land Imagined, 2018), tra cui il Pardo d'oro al Festival di Locarno.
Ha poi diretto Lee Kang-sheng, l'attore feticcio di Tsai Ming-liang, nel thriller Stranger Eyes - Sguardi nascosti, con cui ha concorso al Festival di Venezia nel 2024.

## Filmografia parziale

### Lungometraggi
- In The House of Straw (2009)
- The Obs: A Singapore Story – documentario (2014)
- Huàn tǔ (2018)
- Stranger Eyes - Sguardi nascosti (Mò shì lù) (2024)